# Martin Held

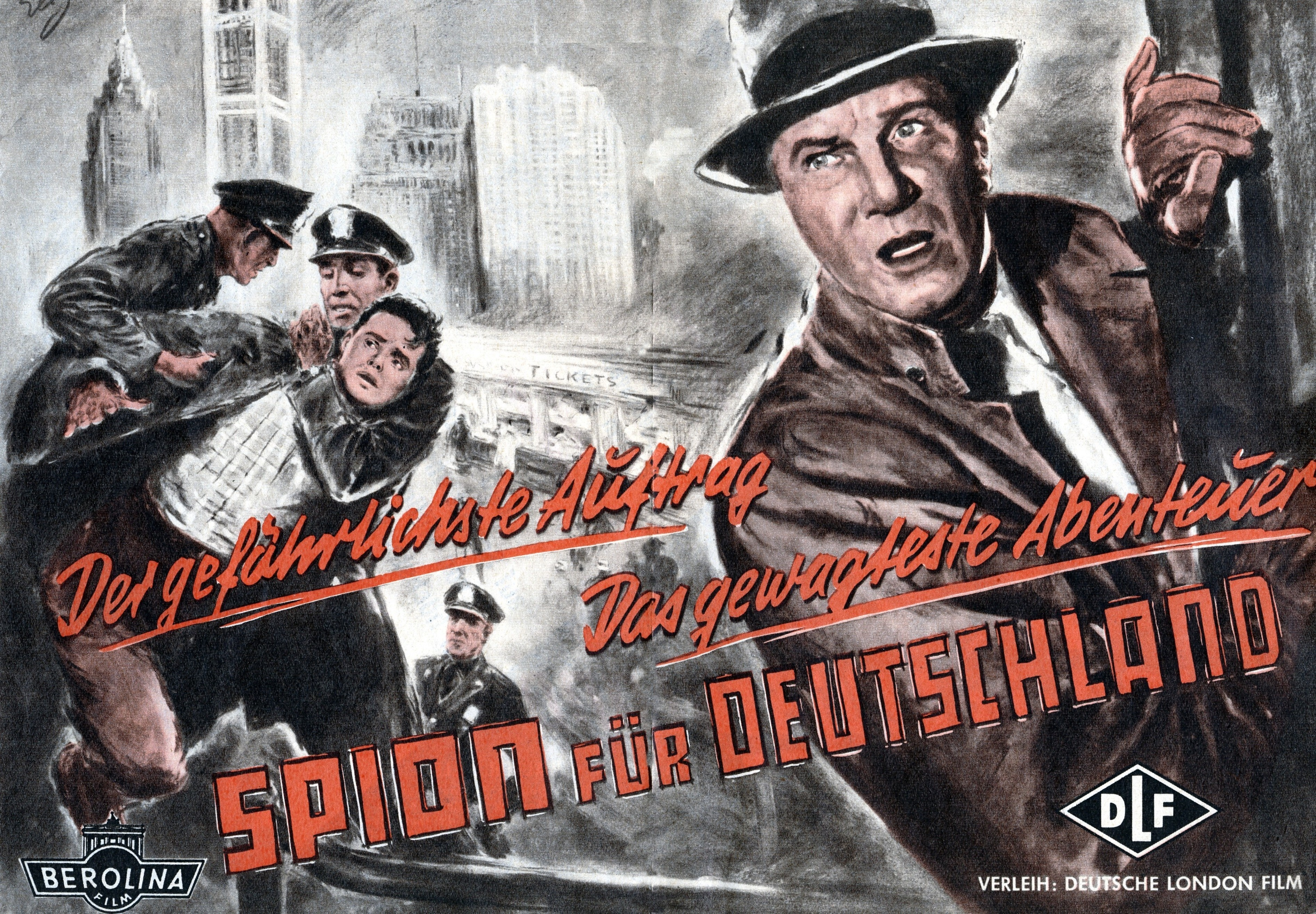
Martin Held (rechts) im Thriller Spion für Deutschland (1956), Filmplakat von Helmuth Ellgaard

Martin Erich Fritz Held (* 11. November 1908 in Berlin; † 31. Januar 1992 ebenda) war ein deutscher Theater- und Filmschauspieler.

## Leben
Der Sohn des Werkmeisters Albert Max Julius Held und seiner Ehefrau Emma, geborene Reimann, absolvierte zunächst eine Feinmechanikerlehre bei Siemens. 1929 wurde er an der Hochschule für Musik und Darstellende Kunst aufgenommen, wo er bis 1931 schauspielerisch ausgebildet wurde.

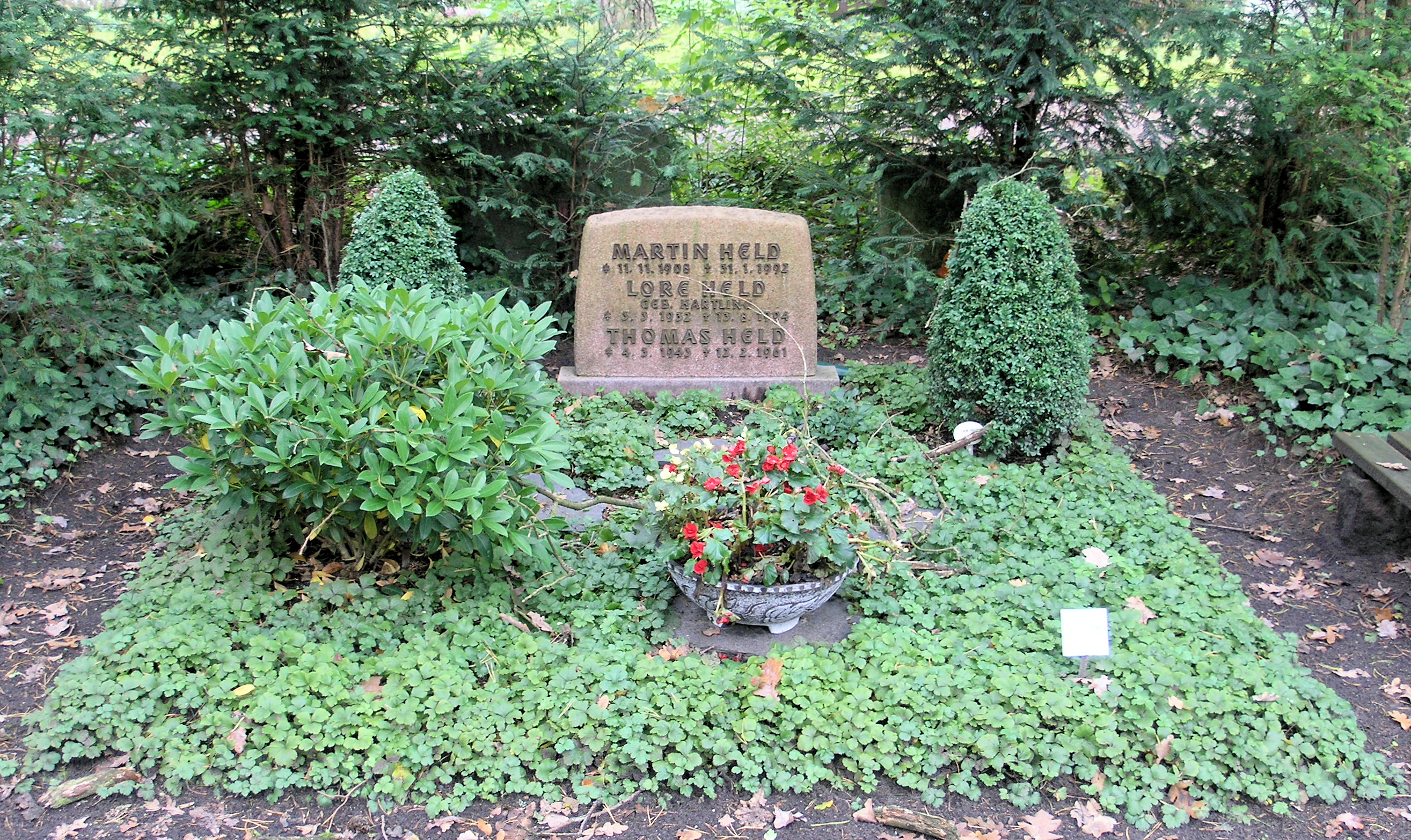
Ehrengrab auf dem Waldfriedhof Zehlendorf in Berlin-Nikolassee

Held gab sein Debüt 1931 in einer Abschlussklassen-Aufführung von Vor Sonnenuntergang. 1931/32 spielte er am Landestheater für Ost- und Westpreußen in Königsberg und Tilsit, 1933/34 am Albert-Theater in Dresden, 1934/35 am Stadttheater Elbing, von 1935 bis 1937 am Stadttheater Bremerhaven und von 1937 bis 1941 am Landestheater Darmstadt. Von 1941 bis 1951 gehörte er zum Ensemble der Städtischen Bühnen Frankfurt.
In Frankfurt spielte Held 1947 den General Harras in der deutschen Erstaufführung von Carl Zuckmayers Des Teufels General. 1951 berief ihn Boleslaw Barlog an die Staatlichen Schauspielbühnen Berlin, wo Held bis zu seinem Tod Mitglied des Ensembles war. Dort spielte er gemeinsam mit Bühnenschauspielern wie Bernhard Minetti, Carl Raddatz, Wilhelm Borchert und Horst Bollmann und unter Regisseuren wie Fritz Kortner und Hans Lietzau.
In Samuel Becketts Inszenierung der deutschsprachigen Erstaufführung seines Stückes Das letzte Band hatte Held die Hauptrolle inne. Aufgrund seiner Zuckerkrankheit musste sich Held, der auch als Hörspielsprecher arbeitete, 1985 vom Theater zurückziehen, trat danach aber noch gelegentlich mit Dichterlesungen auf.
Seine zur Ironie neigende Darstellungsweise, seine wandlungsfähige Mimik sowie seine unverwechselbare Stimme kamen ab 1951 auch bei Film und Fernsehen zur Geltung. In Canaris verkörperte er als Reinhard Heydrich den Gegenspieler des Titelhelden. In Der Hauptmann von Köpenick war er der herrische, aber gegenüber dem falschen Hauptmann überaus devote Bürgermeister Obermüller. Weitere Rollen waren der geschichtlich belastete Staatsanwalt Dr. Schramm in Rosen für den Staatsanwalt wie auch der schlitzohrige Oberlandesgerichtsrat a. D. Zänker in Die Herren mit der weißen Weste.
Als Synchronsprecher lieh er u. a. Pedro Armendáriz (Diane – Kurtisane von Frankreich), E. G. Marshall (Die Caine war ihr Schicksal), Edmond O’Brien (Sexualprotz wider Willen) und Roland Young (Das letzte Wochenende) seine Stimme.

## Privates
Held war in erster Ehe mit der Schauspielerin Lilo Dietrich verheiratet. Der gemeinsame Sohn Thomas (* 1943) nahm sich 1961 das Leben. 1967 heiratete Held die Schauspielerin Lore Hartling. Aus dieser Beziehung gingen die Söhne Albert (* 1964) und Maximilian (* 1967) hervor. Albert Held arbeitet inzwischen am Volkstheater Wien, Maximilian Held ist ebenfalls Schauspieler.
Martin Held ruht, mit seiner Frau Lore und seinem Sohn Thomas, auf dem Waldfriedhof Zehlendorf in der Abt. XIII-W-525. Seit November 2010 ist es ein Ehrengrab des Landes Berlin.
Sein schriftlicher Nachlass befindet sich im Archiv der Akademie der Künste in Berlin.

## Filmografie

### Kinofilme
- 1951: Schwarze Augen
- 1952: Heimweh nach Dir
- 1954: Canaris
- 1955: Alibi
- 1956: Vor Sonnenuntergang
- 1956: Der Hauptmann von Köpenick
- 1956: Friederike von Barring
- 1956: Spion für Deutschland
- 1957: Banktresor 713
- 1957: Der Fuchs von Paris
- 1958: Nasser Asphalt
- 1959: Meine Tochter Patricia
- 1959: Rosen für den Staatsanwalt
- 1960: Bumerang
- 1960: Der letzte Zeuge
- 1961: Die Ehe des Herrn Mississippi
- 1961: Frau Cheneys Ende
- 1961: Der Traum von Lieschen Müller
- 1962: 90 Minuten nach Mitternacht
- 1962: Das schwarz-weiß-rote Himmelbett
- 1963: Liebe will gelernt sein
- 1963: Ein fast anständiges Mädchen
- 1963: Das große Liebesspiel
- 1964: Verdammt zur Sünde
- 1966: Lange Beine – Lange Finger
- 1967: Das älteste Gewerbe der Welt (Le plus vieux métier du monde)
- 1967: Fast ein Held
- 1969: Dr. med. Fabian – Lachen ist die beste Medizin
- 1970: Die Herren mit der weißen Weste
- 1972: Hauptsache Ferien
- 1973: Die Schlange (Le Serpent)
- 1977: Unordnung und frühes Leid
- 1978: Der Pfingstausflug

### Fernsehen
- 1955: Der Biberpelz
- 1955: Die Schule der Väter
- 1957: Ein besserer Herr
- 1958: Ein Glas Wasser
- 1962: Der Walzer der Toreros
- 1963: Endspurt
- 1964: Spätsommer
- 1965: Michael Kramer
- 1965: Die Hose
- 1966: Gespenster
- 1967: Die Mission
- 1969: Der Sturm
- 1969: Rumpelstilz
- 1969: Spion unter der Haube
- 1969: Das letzte Band
- 1971: Yvonne, Prinzessin von Burgund
- 1972: Der Kommissar: Die Tote im Park
- 1972: Flint
- 1972: Frohe Ostern
- 1973: Eines langen Tages Reise in die Nacht
- 1974: Unter einem Dach
- 1974: Strychnin und saure Drops
- 1977: Heinrich Zille
- 1978: Niemandsland
- 1978: Unsere kleine Welt
- 1978: Der große Karpfen Ferdinand und andere Weihnachtsgeschichten
- 1980: Kaninchen im Hut und andere Geschichten mit Martin Held
- 1981: Der Alte: Der Gärtner
- 1983: Der Raub der Sabinerinnen
- 1986: Was zu beweisen war
- 1987: Derrick: Mordfall Goos

## Hörspiele
- 1946: Johann Wolfgang von Goethe: Clavigo – Regie: Rudolf Rieth (Radio Frankfurt) – Erstsendung: 25. August 1946
- 1947: Morton Wishengrad: Der Talmud – Regie: Theodor Steiner (Radio Frankfurt) – Erstsendung: 21. November 1947
- 1948: Jo Hanns Rösler: Philine – Regie: ? (Radio Frankfurt) – Erstsendung: 4. Juni 1948
- 1949: August Strindberg: Ein Traumspiel – Regie: ? (Radio Frankfurt) – Erstsendung: 21. Januar 1949
- 1949: Johann Wolfgang von Goethe: Das Jahrmarktsfest von Plundersweiler – Regie: Rudolf Rieth (HR) – Erstsendung: 25. Februar 1949
- 1949: Oscar Wilde: Die Frau ohne Bedeutung – Regie: Theodor Steiner (HR) – Erstsendung: 11. November 1949
- 1949: Hugo von Hofmannsthal: Das Salzburger große Welttheater – Regie: Theodor Steiner; Hans Kettler (HR) – Erstsendung: 20. November 1949
- 1949: Alexander Lernet-Holenia: Die Frau des Potiphar – Regie: Theodor Steiner (HR) – Erstsendung: 25. November 1949
- 1949: Walter Erich Schäfer: Die Verschwörung – Regie: Karlheinz Schilling (HR) – Erstsendung: 16. Dezember 1949
- 1949: Dorothy L. Sayers: Könige in Judäa – Regie: Fränze Roloff (HR) – Erstsendung: 24. Dezember 1949
- 1950: Dorothy L. Sayers: König der Schmerzen – Regie: Fränze Roloff (HR) – Erstsendung: 7. April 1950
- 1950: Gerhart Hauptmann: Und Pippa tanzt – Regie: Irene Kürschner (HR) – Erstsendung: 26. Mai 1950
- 1950: Burkhard Nadolny: Die zerstörte Stimme – Regie: Fränze Roloff (HR) – Erstsendung: 7. Juli 1950
- 1950: Günter Eich: Geh nicht nach El Kuwehd oder Der zweifache Tod des Kaufmanns Mohallab – Regie: Fränze Roloff (HR) – Erstsendung: 29. September 1950
- 1950: Alfred Andersch: Biologie und Tennis – Regie: Karlheinz Schilling (HR) – Erstsendung: 23. Oktober 1950
- 1950: Hans Hömberg: Kirschen für Rom – Regie: Theodor Steiner (HR) – Erstsendung: 9. April 1951
- 1950: Georg Büchner: Leonce und Lena – Regie: Karlheinz Schilling (HR) – Erstsendung: 5. Februar 1952
- 1951: Rudyard Kipling: Dschungelbuch – Regie: ? (SWF) – Erstsendung: ?
- 1951: Ina Seidel: Die Fürstin reitet – Regie: Fränze Roloff (HR) – Erstsendung: 8. Januar 1951
- 1951: Friedrich Schreyvogel: Titania – Regie: Ludwig Cremer (NWDR) – Erstsendung: 11. Mai 1951
- 1951: Walther Franke-Ruta: Der Unbekannte von Collegno – Regie: Eduard Hermann (NWDR) – Erstsendung: 2. August 1951
- 1951: Antoine de Saint-Exupéry: Der kleine Prinz – Regie: Rudolf Rieth (HR) – Erstsendung: 27. August 1951
- 1951: Werner Brink: Es kommt doch an den Tag – Regie: Werner Oehlschläger (RIAS Berlin) – Erstsendung: 29. Oktober 1951
- 1952: Tennessee Williams: Die Glasmenagerie – Regie: Fränze Roloff (HR) – Erstsendung: 14. Januar 1952
- 1952: Gerd Bergmann: Junger Mann in Untermiete – Regie: Hans Bernd Müller (NWDR) – Erstsendung: 9. Juni 1952
- 1952: Robert Cedric Sherriff: Um sieben Uhr zu Hause – Regie: Hanns Korngiebel (RIAS Berlin) – Erstsendung: 18. Juni 1952
- 1952: Hans Novak; Georg Zivier: Das Spiel geht weiter – Regie: Curt Goetz-Pflug (NWDR) – Erstsendung: 7. August 1952
- 1952: Alexander Lernet-Holenia: Spanische Komödie – Regie: Heinz von Cramer (RIAS Berlin) – Erstsendung: 10. September 1952
- 1952: Nikolaus Spanuth: Die Weisen aus dem Morgenland – Regie: Curt Goetz-Pflug (NWDR) – Erstsendung: 6. Januar 1953
- 1953: Frank Harvey: Im 'Prince of Wales' – Regie: Rolf Purucker (RIAS Berlin) – Erstsendung: 14. Januar 1953
- 1953: Hans Hömberg: Das Roß der fröhlichen Lerche – Regie: Peter Thomas (RIAS Berlin) – Erstsendung: 13. Mai 1953
- 1953: Gerd Bergmann: Denn, Freunde, was ist Ruhm? – Regie: Curt Goetz-Pflug (NWDR) – Erstsendung: 28. Mai 1953
- 1953: Johannes Allen: Adam lächelt – Regie: Peter Thomas (HR) – Erstsendung: 22. Juni 1953
- 1953: Johannes Hendrich: Die Schnur am Hampelmann – Regie: Harald Philipp (RIAS Berlin) – Erstsendung: 4. Januar 1954
- 1954: John Bradley: Der Kopf in der Schlinge – Regie: Rolf Purucker (RIAS Berlin) – Erstsendung: 24. Februar 1954
- 1954: Heinz Oskar Wuttig: Orangen und Minze – Regie: Curt Goetz-Pflug (NWDR) – Erstsendung: 6. Mai 1954
- 1954: Richard Hey: Moonk, der Meuterer – Regie: Hans Bernd Müller (NWDR) – Erstsendung: 28. Juni 1954
- 1954: Simon Glas: Partisanen – Regie: Walter Knaus (SDR) – Erstsendung: 30. Juli 1954
- 1954: Kurt Kusenberg: Drachenkind – Dein Vater spinnt – Regie: Wolfgang Spier (RIAS Berlin) – Erstsendung: 4. Oktober 1954
- 1954: Alfred Happ: Ein Band Molière – Regie: Wolfgang Spier (RIAS Berlin) – Erstsendung: 8. November 1954
- 1954: William Shakespeare: Timon von Athen – Regie: Ludwig Berger (SFB) – Erstsendung: 18. November 1954
- 1955: Werner Barzel: Der Mann, der draußen blieb – Regie: Curt Goetz-Pflug (SFB) – Erstsendung: 24. Februar 1955
- 1955: Hugo von Hofmannsthal: Jedermann – Regie: Hans Bernd Müller (SFB) – Erstsendung: 3. April 1955
- 1955: Friedrich von Schiller: Demetrius – Regie: Ludwig Berger (SFB) – Erstsendung: 26. Mai 1955
- 1955: Jean Anouilh: Cecile oder Die Schule der Väter – Regie: Leopold Lindtberg; Lothar Schluck; Friedrich Luft (RIAS Berlin) – Erstsendung: 23. September 1955
- 1955: Anonymus: Das Benediktbeurer Weihnachtsspiel – Regie: Hans Bernd Müller (SFB) – Erstsendung: 23. Dezember 1955
- 1957: Walter Hasenclever: Ein besserer Herr (Theatermitschnitt) – Regie: Hans Lietzau (RIAS Berlin) – Erstsendung: 1957
- 1957: Johannes Hendrich: Unter falscher Flagge – Regie: Hans Lietzau (SFB) – Erstsendung: 25. Januar 1957
- 1957: Otto Zarek: Albert Ballin – Regie: Erich Köhler (SFB) – Erstsendung: 29. Mai 1957
- 1957: John Boynton Priestley: Und das am Montagmorgen – Regie: Karl Metzner (RIAS Berlin) – Erstsendung: 28. August 1957
- 1957: Alfred Neumann: Die Goldquelle – Regie: Heinz-Günter Stamm (BR) – Erstsendung: 25. September 1957
- 1957: Jean Anouilh: Der Walzer des Toreros (Theatermitschnitt) – Regie: Paul Hoffmann (RIAS Berlin) – Erstsendung: 9. Oktober 1957
- 1957: Horst von der Heyde: Reichsfreiherr vom Stein – Regie: Hans Drechsel (SFB) – Erstsendung: 24. Oktober 1957
- 1957: Alfred Andersch: Fahrerflucht – Regie: Marcel Wall (SWF / RB) – Erstsendung: 19. November 1957
- 1957: George Bernard Shaw: Ländliche Werbung – Regie: Hanns Korngiebel (RIAS Berlin) – Erstsendung: 8. Januar 1958
- 1958: Arch Oboler: Begegnung mit dir selbst (1. Teil: Begegnung in Afrika) – Regie: Kurt Reiss (NDR) – Erstsendung: 2. März 1958
- 1958: Jean Giraudoux: Judith – Regie: Ludwig Cremer (NDR) – Erstsendung: 5. Oktober 1958
- 1958: Walter Erich Schäfer: Die Himmelfahrt des Physikers M. N. – Regie: Hanns Korngiebel (RIAS Berlin) – Erstsendung: 5. November 1958 (SDR)
- 1958: Sándor Márai: Das Verhör – Regie: Fritz Schröder-Jahn (NDR) – Erstsendung: 6. Februar 1959
- 1959: Curt Goetz: Lohengrin – Regie: Tom Toelle (SFB) – Erstsendung: 3. März 1959
- 1959: Jean Giraudoux: Die Irre von Chaillot (Ausschnitt) – Regie: Willi Schmidt (SFB / Schillertheater Berlin) – Erstsendung: 31. Mai 1959
- 1959: Johannes Hendrich: Der Fall Dr. Sorge – Regie: Rolf von Goth (SFB) – Erstsendung: 18. Oktober 1959
- 1960: Mischa Mleinek: Herzog zu vermieten – Regie: Tom Toelle (SFB) – Erstsendung: 2. Februar 1960
- 1960: Umberto Morucchio: Der schönste Tag – Regie: Rolf Purucker (RIAS Berlin) – Erstsendung: 9. März 1960
- 1960: Jean Anouilh: General Quixotte – Regie: Rudolf Steinboeck (SFB / RB) – Erstsendung: 5. April 1960
- 1960: Wolfgang Neuss; Herbert Kundler: Der Mann mit der Pauke in "Wir Kellerkinder" – Regie: Wolfgang Spier (RIAS Berlin / NDR) – Erstsendung: 16. April 1960
- 1960: Georg Zivier: Berlin und das Romanische. Von der schöpferischen Bohème – Regie: Hanns Korngiebel (RIAS Berlin) – Erstsendung: 28. September 1960
- 1960: Marie Luise Kaschnitz: Die Reise des Herrn Admet – Regie: Fränze Roloff (HR) – Erstsendung: 17. Oktober 1960
- 1960: Henry Reed: Unter Genies und feinen Leuten (2. Folge: Das Privatleben der Hilda Tablet) – Regie: Joachim Hoene (SWF / NDR) – Erstsendung: 22. November 1960
- 1960: Henry Reed: Unter Genies und feinen Leuten (3. Folge: Ohne mit der Wimper zu zucken...) – Regie: Joachim Hoene (SWF / NDR) – Erstsendung: 27. Dezember 1960
- 1960: Henry Reed: Unter Genies und feinen Leuten (4. Folge: Holde Wiege unserer Welt) – Regie: Joachim Hoene (SWF / NDR) – Erstsendung: 24. Januar 1961
- 1960: Hellmut von Cube: Morgen sind Sie König – Regie: Heinz-Günter Stamm (BR) – Erstsendung: 4. April 1961
- 1962: Georg Zivier: Dem deutschen Volke – Der Reichstag – Regie: Hermann Schindler (RIAS Berlin) – Erstsendung: 7. März 1962
- 1962: Max Frisch: Andorra (Unveränderter Theaterganzmitschnitt) – Regie: Fritz Kortner (SFB / Schillertheater Berlin) – Erstsendung: 23. März 1962
- 1962: Carl Erik Martin Soya: Wir Dichter – Regie: Ulrich Lauterbach (RIAS Berlin) – Erstsendung: 17. Oktober 1962
- 1963: Jacques Audiberti: Jacques Herz – Regie: Heinz von Cramer (SWF / BR) – Erstsendung: 27. April 1963
- 1964: Yvan Noé; Pierette Caillol: Das Verbrechen – Regie: Heinz-Günter Stamm (BR) – Erstsendung: 14. Mai 1964
- 1964: Hans Kasper: Das Pferd der Griechen – Regie: Hans Bernd Müller (SFB / BR / HR / RB) – Erstsendung: 4. September 1964
- 1964: James Matthew Barrie: Das Testament – Regie: Rolf von Goth (SFB) – Erstsendung: 25. Oktober 1964
- 1965: Rolf Schroers: Der Fall Trinkhelm – Regie: Fränze Roloff (HR / WDR / RB) – Erstsendung: 12. Februar 1965
- 1966: William Hanley: Komm', flüstere in mein gutes Ohr – Regie: Wolfgang Spier (RIAS Berlin) – Erstsendung: 7. Januar 1967
- 1968: Peter Albrechtsen: Der Pfingstausflug – Regie: Hanns Korngiebel (RIAS Berlin / BR) – Erstsendung: 24. Juni 1968
- 1968: Barry Bermange: Katzenjammer – Regie: Ulrich Gerhardt (RIAS Berlin) – Erstsendung: 11. November 1968
- 1968: Wilhelm Meyer: Unfallflucht – Regie: Rudolf Noelte (RB / HR) – Erstsendung: 31. Januar 1969
- 1969: Dieter Kühn: U-Boot-Spiel – Regie: Friedhelm Ortmann (WDR / SR / HR) – Erstsendung: 12. Februar 1969
- 1969: Charles Dickens: Die Pickwickier (1.–6. Teil) – Regie: Ulrich Lauterbach (HR / WDR) – Erstsendung: wöchentlich, 1. September bis 6. Oktober 1969
- 1969: Dieter Kühn: Soma-Säma – Regie: Friedhelm Ortmann (WDR) – Erstsendung: 15. November 1969
- 1970: Rolf Schneider: Krankenbesuch – Regie: Friedhelm Ortmann (WDR / BR / HR) – Erstsendung: 19. Mai 1970
- 1970: Theodor Weißenborn: Zeugnis humanistischer Reife – Regie: Friedhelm Ortmann (WDR) – Erstsendung: 13. Februar 1971
- 1973: Rudolf Bayr: Über den Gebrauch winterlicher Gebirge – Regie: Rolf von Goth (SFB) – Erstsendung: 3. März 1973
- 1973: Miklós Gyárfás: Angst und Bang – Regie: Friedhelm Ortmann (WDR) – Erstsendung: 25. Juli 1973
- 1973: Rodney David Wingfield: Aasgeier – Regie: Otto Düben (SDR) – Erstsendung: 1. Oktober 1973
- 1973: John McGrath: Angel of the morning – Regie: Rolf von Goth (SFB) – Erstsendung: 3. November 1973
- 1973: Stanisław Lem: Die Lymphatersche Formel – Regie: Friedhelm Ortmann (WDR) – Erstsendung: 29. Januar 1974
- 1974: James Cameron: Die Pumpe – Regie: Otto Kurth (BR / SFB / WDR) – Erstsendung: 1. April 1974
- 1974: Hubert Monteilhet: Junge Witwe ohne Vermögen – Regie: Rolf von Goth (SFB) – Erstsendung: 17. August 1974
- 1974: Peter Rühmkorf: Im Sperrmüll – Regie: Friedhelm Ortmann (WDR) – Erstsendung: 3. Dezember 1974
- 1974: Theodor Fontane: Effi Briest (1.–3. Teil) – Regie: Rudolf Noelte (SFB / BR / HR) – Erstsendung: 14., 15. und 17. Dezember 1974
- 1974: Franz Hiesel: Die gar köstlichen Folgen einer mißglückten Belagerung – Regie: Hans Bernd Müller (SFB / WDR / HR) – Erstsendung: 4. Januar 1975
- 1976: Erich Kästner: Der kleine Mann und die kleine Miss – Regie: Petra Schmidt-Decker – (P) 1976, Phonogram GmbH, Vinyl-LP
- 1978: Erich Kästner: Als ich ein kleiner Junge war – Regie: Michael Weckler – (P) 1978, Phonogram GmbH, Vinyl-LP
- 1983: Ernst Toller: Hoppla, wir leben – Regie: Willi Schmidt (SFB) – Erstsendung: 16. November 1983
- 1983: Thomas Rübenacker: Verklärung und Tod – Regie: Heinz Dieter Köhler (WDR) – Erstsendung: 15. Januar 1984
- 1984: Robert Pinget: Toter Mortin nicht tot – Regie: Walter Adler (SDR) – Erstsendung: 25. Oktober 1984
- 1988: Iacovos Kambanellis: Die vier Beine des Tisches – Regie: Friedhelm Ortmann (WDR) – Erstsendung: 16. November 1988

## Auszeichnungen
- 1952: Deutscher Kritikerpreis
- 1955: Filmband in Gold (Bester Nebendarsteller) für Canaris
- 1956: Preis der deutschen Filmkritik für Der Hauptmann von Köpenick
- 1958: Kunstpreis der Stadt Berlin
- 1958: Verdienstkreuz 1. Klasse des Verdienstordens der Bundesrepublik Deutschland
- 1963: Ernennung zum Berliner Staatsschauspieler
- 1967: Ernst-Lubitsch-Preis für Fast ein Held
- 1969: Goldene Kamera für Rumpelstilz
- 1974: Großes Verdienstkreuz des Verdienstordens der Bundesrepublik Deutschland
- 1978: Ernst-Reuter-Plakette der Stadt Berlin
- 1979: Goldener Vorhang des Berliner Theaterclubs e. V.
- 1980: Filmband in Gold für langjähriges und hervorragendes Wirken im deutschen Film
- 1981: Großes Verdienstkreuz mit Stern des Verdienstordens der Bundesrepublik Deutschland
- 1984: Goldener Vorhang
- 1984: Silbernes Blatt der Dramatiker Union
- 1985: Goldener Vorhang
- 1986: Ernennung zum Professor „honoris causa“ durch den Berliner Senat
- 1988: Großes Verdienstkreuz mit Stern und Schulterband des Verdienstordens der Bundesrepublik Deutschland